# Polsko na Letních olympijských hrách 2000
Polsko na Letních olympijských hrách 2000 v Sydney reprezentovalo 187 sportovců, z toho 129 mužů a 58 žen. Nejmladším účastníkem byla plavkyně Otylia Jędrzejczaková (16 let, 279 dní), nejstarší pak jezdec na koních Krzysztof Kucharczyk (43 let, 137 dnů) . Reprezentanti vybojovali 14 medailí, z toho 6 zlatých, 5 stříbrných a 3 bronzé.

## Medailisté
| Medaile | Jméno                                                                  | Sport                | Disciplína                     |
| ------- | ---------------------------------------------------------------------- | -------------------- | ------------------------------ |
| Zlato   | Renata Mauerová                                                        | Sportovní střelba    | ženy standardní puška 3 polohy |
| Zlato   | Robert Korzeniowski                                                    | atletika             | Muži chůze na 20 km            |
| Zlato   | Robert Korzeniowski                                                    | atletika             | Muži chůze na 50 km            |
| Zlato   | Szymon Ziółkowski                                                      | atletika             | Muži hod kladivem              |
| Zlato   | Kamila Skolimowska                                                     | atletika             | Ženy hod kladivem              |
| Zlato   | Tomasz Kucharski Robert Sycz                                           | veslování            | dvojskif lehkých váha          |
| Stříbro | Agata Wrobelová                                                        | vzpírání             | ženy nad 75 kg                 |
| Stříbro | Szymon Kolecki                                                         | vzpírání             | muži do 56 kg                  |
| Stříbro | Krzysztof Kołomański Michał Staniszewski                               | kanoistika           | muži C2 slalom                 |
| Stříbro | Sylwia Gruchałová Mroczkiewicz Magdalena Anna Rybická Barbara Wolnicka | šerm                 | fleret družstva                |
| Stříbro | Paul Baraszkiewicz Daniel Jędraszko                                    | kanoistika           | muži C2 500 metrů              |
| Bronz   | Leszek Blanik                                                          | Sportovní gymnastika | muži přeskok                   |
| Bronz   | Aneta Pastuszka Beata Sokolowska                                       | kanoistika           | ženy K2 500 metrů              |
| Bronz   | Dariusz Bialkowski Grzegorz Kotowicz Adam Seroczyński Marek Witkowski  | kanoistika           | muži K4 1000 metrů             |